# Trebsen
Trebsen é um município da Alemanha, situado no distrito de Leipzig, no estado da Saxônia. Tem 35,03 km² de área, e sua população em 2019 foi estimada em 3.817 habitantes.